# Pazzo per lei
Pazzo per lei (Loco por ella)	 è un film del 2021 diretto da Dani de la Orden.

## Trama
Dopo aver passato una notte piena di passione, Adri capisce di poter rivedere Carla solamente in un modo.

## Distribuzione
Il film è stato distribuito sulla piattaforma Netflix a partire dal 26 febbraio 2021.